# Pitgam
 Pitgam là một xã ở trong tỉnh Nord ở miền bắc nước Pháp. Xã này có diện tích 23,37 km², dân số năm 1999 là 933 người. Xã nằm ở khu vực có độ cao trung bình 30 mét trên mực nước biển.